# Membrana epiretinica

Membrana epiretinica, immagine OCT. Uomo di 89 anni.

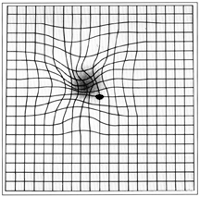
Visualizzazione di come apparirebbe una griglia quadrettata ad una persona affetta da una grave forma di pucker maculare. A seconda della gravità dei casi, tuttavia, la distorsione delle linee percepita dal malato potrebbe essere molto minore.

La membrana epiretinica o pucker maculare (dall'inglese pucker, "grinza", "ruga") è una patologia dell'occhio che consiste nello sviluppo di una sottile membrana traslucida sopra la macula (la zona centrale della retina fondamentale per la visione). Quando tale membrana si contrae e si arriccia, causa una deformazione e una progressiva distorsione della macula stessa.

## Sintomi
Al momento della comparsa della malattia si verifica una lieve distorsione delle immagini e, soprattutto, dei testi scritti con caratteri più piccoli (le righe appariranno ondulate). Quando la trazione esercitata dalla membrana sulla macula aumenta, ci si accorge che la lettura dei testi diventa sempre più difficile. L'evoluzione della malattia porta, infine, alla visione di una macchia che impedisce la visione centrale.

## Diagnosi
La diagnosi viene fatta grazie all'esame del fondo oculare, che permette di visualizzare la membrana. Tuttavia, la conferma deve essere ottenuta tramite OCT, esame con cui si valuta l'entità della trazione: aiuta a controllare nel tempo l'evoluzione della patologia.